# الشعوب الأصلية في الإكوادور

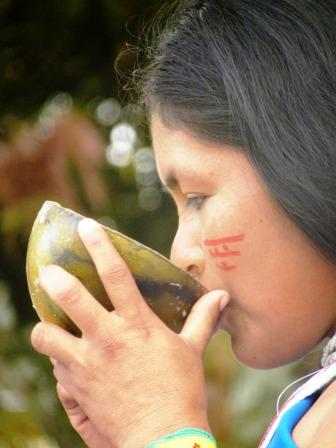

الشعوب الأصلية في الإكوادور، أو الإكوادوريون الأصليون أو الأمريكيون الأصليون، هم مجموعات من الأشخاص كانوا موجودين في الإكوادور المعاصرة قبل الاستعمار الإسباني للأمريكتين. يشمل المصطلح أيضًا نسلهم منذ زمن الغزو الإسباني حتى الوقت الحاضر. يصل تاريخهم، الذي يُغطي آخر 11,000 سنة، إلى الوقت الحاضر؛ يُعد 25 في المئة من سكان الإكوادور من الأصليين، بينما 70 في المئة من مختلطي التراث الأصلي والأوروبي.

## الهجرة
تزعم العلوم الغربية هجرة سكان الأمريكتين الأوائل من آسيا عبر جسر يابسة بيرنجيا، لكن، هذا السرد غير صحيح ومحل نزاع إلى حد كبير. لدى الكثير من الشعوب الأصلية قصص خلق خاصة بهم، توثق الأماكن التي أُنشئوا فيها، سواء في، أو بالقرب من، المنطقة الذين هم شعوب أصلية فيها.

## الفترات الأثرية
اقترح علماء الآثار نماذج زمنية مختلفة في أوقات مختلفة، ولكن يقسم التخطيط المستخدم حاليًا إكوادور ما قبل التاريخ إلى خمس فترات زمنية رئيسية: الصخرية، والقديمة، والتكوينية، والأعمار الإقليمي والاندماج. تُحدد هذه الفترات الزمنية من خلال التطور الثقافي للمجموعات التي تجري دراستها، لا ترتبط مباشرةً بتواريخ محددة، من خلال التأريخ الكربوني مثلًا.
تشمل الفترة الصخرية المراحل الأولى من التطور، بدءًا من الحضارة التي هاجرت إلى القارات الأمريكية واستمرارًا حتى أواخر عصر البليستوسين أو مطلع العصر الهولوسيني. يُعرف شعب هذه الحضارة باسم هنود باليو، وتتميز نهاية عصرهم بانقراض الحيوانات الضخمة التي اصطادوها.
تُعرف الفترة القديمة بأنها «مرحلة حضارة الجمع والصيد المتنقل التي استمرت في ظروف بيئية تقارب ظروف الحاضر». خلال هذه الفترة، بدأ الصيادون في العيش على مجموعة أوسع من الصيد الأصغر وزادوا أنشطة الجمع. بدأوا أيضًا في تدجين النباتات مثل الذرة والقرع، على الأرجح في «بساتين الفناء» في مرتفعات الأنديز، استمرت هذه الفترة من 7000-3500 قبل الحاضر.
تتميز الفترة التكوينية «بوجود الزراعة، أو أي اقتصاد كفاف آخر ذو فعالية مماثلة، وبالاندماج الناجح لهذا الاقتصاد في الحياة القروية المستقرة الراسخة». تميزت هذه الفترة في الإكوادور أيضًا بإنشاء شبكات تجارية وانتشار أنماط مختلفة من الفخاريات. بدأت في نحو عام 3500 وانتهت نحو 2200 قبل الحاضر.
الإعمار الإقليمي هي فترة حضارات سييرا، يرجع تاريخها إلى ما يقارب 2200-1300 قبل الحاضر، تُوصف بأنها «دول محلية لكنها متفاعلة مع الأيديولوجيات المعقدة وأنظمة الرموز والأنماط الاجتماعية.» مارس شعب هذه الفترة صناعة المعادن والنسيج والخزف.
إن فترة الاندماج (1450-450 قبل الحاضر) «تتميز باتساق ثقافي كبير، وتطوير المراكز الحضرية، والتدرج الاجتماعي القائم على أساس طبقي والزراعة المكثفة.» تنتهي فترة الاندماج وتبدأ الحقبة التاريخية بغزو الإنكا.

## هنود باليو
تُعد أقدم القطع الأثرية المكتشفة في الإكوادور أدوات حجرية اكتُشفت في 32 موقعًا أثريًا للعصر قبل الخزفي القطني (العصر الحجري القديم) في شبه جزيرة سانتا إيلينا. تشير إلى اقتصاد الصيد والجمع، ويعود تاريخها إلى أواخر عصر بليستوسين، أو منذ نحو 11,000 سنة. عاش هنود باليو هؤلاء على الحيوانات الضخمة التي سكنت الأمريكتين في ذلك الوقت، والتي اصطادوها وعالجوها بأدوات حجرية من صنعهم. 
هناك أدلة على وجود ثقافة مادية للصيادين-الجامعين من هنود باليو معزولة ومتناثرة في أجزاء أخرى من سواحل الإكوادور. عُثر على هذه القطع الأثرية في مقاطعات كارتشي، وإمبابورا، وبيتشينتشا، وكوتوباكسي، وأزواي ولوخا.
رغم وجود هذه المستوطنات الساحلية المبكرة، كانت غالبية المستوطنات البشرية كانت في منطقة سييرا (الأنديز)، التي سُكنت بسرعة. تمركزت إحدى هذه المستوطنات، عُثر على بقايا منها في موقع إل إنغا الأثري، في القاعدة الشرقية لجبل إيللو، حيث يوجد تدفقتان من البازلت. وبسبب الاضطرابات الزراعية للبقايا الأثرية، كان من الصعب تحديد جدول زمني ثابت لهذا الموقع. ولكن، تعود أقدم القطع الأثرية المكتشفة هناك إلى 9,750 قبل الحاضر.
تشمل الاكتشافات الأثرية في الجنوب الأدوات الحجرية وبقايا الحيوانات الموجودة في كهف تشوبشي، الواقع في كانتون سيغسيغ، ويعود تاريخها إلى ما بين 10,010 و 7,535 قبل الحاضر. يوفر تشوبشي أيضًا دليلًا على تدجين الكلب. هناك موقع آخر، كوبيلان، يقع على الحدود بين مقاطعتي أزواي ولوخا. هناك موقع آخر، كوبيلان، يقع على الحدود بين مقاطعتي أزواي ولوخا. اكتشفت فيه كواشط، ورؤوس قذيفة والمثقاب يعود تاريخها إلى ما بين 9,060 و9,100 قبل الحاضر، بينما تُعد بقايا الخضروات أقدم بألف عام.
يوجد في الشرق مستوطنات بشرية تعود إلى عام 2,450 قبل الحاضر على الأقل. عُثر على مستوطنات يرجع تاريخها على الأغلب إلى هذه الفترة في مقاطعات نابو، وباستازا، وسوكومبيوس وأوريينا. ولكن، تشير معظم الأدلة التي عُثر عليها في الشرق إلى تاريخ استيطان لاحق في سييرا أو الساحل.

## أصول الزراعة
جلبت نهاية العصر الجليدي تغييرات على النباتات والحيوانات، ما أدى إلى انقراض الصيد الكبير الذي اصطادوه هنود باليو، مثل الكسلان الضخم والماموث وغيرهما من حيوانات العصر الجليدي الضخمة. تكيّف البشر مع الظروف الجديدة من خلال الاعتماد بشكل أكبر على الزراعة. اعتُمدت الزراعة كوسيلة أساسية للعيش تدريجيًا، إذ استحوذت على معظم الفترة القديمة. كانت مصحوبة بتغييرات ثقافية في ممارسات الدفن والصناعة والأدوات.
يعود الدليل الأول على الزراعة إلى الفترة الممتدة منذ العصر الهولوسيني قبل الشمالي (قبل 10,000 عام) حتى الهولوسيني الأطلسي (منذ 6000 عام).
شكل بعض المزارعين الأوائل في الإكوادور حضارة لاس فيغاس في شبه جزيرة سانتا إيلينا، الذين ساهموا أيضًا، بالإضافة إلى الاستفادة من الموارد السمكية الوفيرة، في تدجين العديد من الأنواع النباتية المفيدة، مثل القرع. أدوا طقوس للطمر واشتغلوا في البستنة المكثفة. 
تُعد حضارة فالديفيا، وهي امتداد لحضارة لاس فيغاس، حضارة مبكرة مهمة. رغم أن الاكتشافات الأثرية في البرازيل وأماكن أخرى حلت محل تلك الموجودة في فالديفيا باعتبارها أقدم خزفيات معروف في الأمريكتين، تحتفظ الحضارة بأهميتها بسبب دورها التكويني في الحضارة الأمريكية الهندية في أمريكا الجنوبية، وهو مماثل لدور أولميكا في المكسيك. تعود معظم شظايا خزفيات الفترة المبكرة لحضارة فالديفيا إلى نحو 4,450 قبل الحاضر (رغم أن بعضها قد يصل إلى 6,250 قبل الحاضر)، بالإضافة إلى القطع الأثرية للفترة المتأخرة من الحضارة التي يرجع تاريخها إلى نحو 3,750 قبل الحاضر. كان الخزف نفعيًا، ولكن أُنتج أيضًا قطعًا من الفن الأصلي جدًا، مثل الأشكال الأنثوية الصغيرة المشار إليها باسم «فينوس».
استزرع شعب فالديفيا الذرة، كانت ذات حبة كبيرة (نادرة الآن) من عائلة كانافاليا، والقطن، وأتشيرا (قنا مأكول). تشير الدلائل غير المباشرة إلى زراعة المتّة والكوكا والمنيهوت أيضًا. واستهلكوا أيضًا كميات كبيرة من الأسماك. تظهر الأدلة الأثرية من أواخر حضارة فالديفيا انخفاضًا في متوسط العمر المتوقع إلى ما يقرب من 21 عامًا. يُعزى هذا الانخفاض إلى زيادة الأمراض المعدية وتراكم النفايات وتلوث المياه وتدهور النظام الغذائي، وكل هذا كان مرتبطًا بالزراعة نفسها.
زرع الناس في سييرا محاصيل مطورة محليًا، مثل الفاصوليا الشجرية الحمرية الحلوة، والبطاطس، والكينوا والترمس. واستزرعوا المحاصيل التي نشأت في المناطق الساحلية والشمالية، مثل آخي (الفلفل الحار) والفول السوداني والفاصولياء والذرة. واكبت تربية الحيوانات التنمية الزراعية، من خلال تدجين الحيوانات المحلية اللاما والألبكة والخنزير الغيني، والبطة الموسكوفية الساحلية أيضًا. أرسى تدجين الإبل خلال هذه الفترة الأساس للتقليد الرعوي المستمر حتى يومنا هذا.